# Modelo de FitzHugh-Nagumo

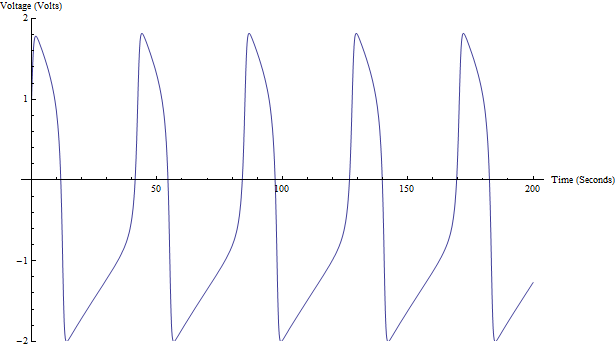
Representación de v con los parámetros I=0.5, a=0.7, b=0.8, y τ=12.5

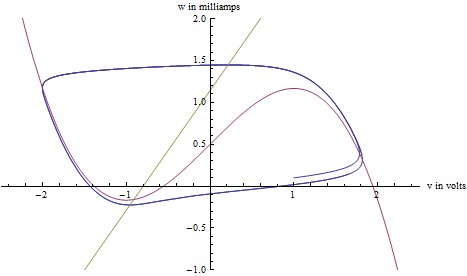
En azul: trayectoria del modelo FHN en el espacio de fases. En rosa: nullcline cúbica. En amarillo: nullcline lineal.

El modelo de FitzHugh-Nagumo (FHN) describe un prototipo de un sistema excitable (por ejemplo, una neurona). Toma su nombre de Richard FitzHugh (1922 - 2007), quien propuso el modelo teórico en 1961, así como de J. Nagumo y otros, que construyeron un circuito electrónico equivalente.
El modelo FHN es un ejemplo de oscilador excitable ya que si el estímulo externo {\displaystyle I_{\text{ext}}} sobrepasa cierto valor umbral, el sistema exhibirá una excursión característica en el espacio de fases, tras la cual las variables {\displaystyle v} y {\displaystyle w} volverán a su valor en reposo.
Este comportamiento se observa en neuronas cuando son estimuladas por una corriente externa.
Matemáticamente, el sistema se expresa así:
{\displaystyle {\dot {v}}=v-{\frac {v^{3}}{3}}-w+I_{\rm {ext}}}
{\displaystyle \tau {\dot {w}}=v+a-bw}
El modelo FitzHugh–Nagumo es una versión simplificada del modelo de Hodgkin y Huxley, que describe la dinámica de la neurona más en detalle. En los artículos originales de FitzHugh, su modelo recibía el nombre de oscilador de van der Pol (Véanse Karl Friedrich Bonhoeffer y Balthasar van der Pol). Esto es así porque el modelo de FitzHugh–Nagumo, para el caso {\displaystyle a=b=0}, se reduce al oscilador de van der Pol.
El circuito equivalente fue propuesto por Jin-ichi Nagumo, Suguru Arimoto, y Shuji Yoshizawa.